# راسيم تاكربيكوف
راسيم تاكربيكوف (بالروسية: Тагирбеков, Расим Загирбегович)‏ (4 مايو 1984 بمحج قلعة في روسيا - ) هو لاعب كرة قدم روسي في مركز الدفاع. شارك مع منتخب روسيا الثاني لكرة القدم. أما مع النوادي، فقد لعب مع أنجي محج قلعة.

## وصلات خارجية
- راسيم تاكربيكوف على موقع قاعدة بيانات كرة القدم.إي يو (الإنجليزية)
- راسيم تاكربيكوف على موقع Soccerway.com (الإنجليزية)
- راسيم تاكربيكوف على موقع AS.com (الإسبانية)